# T.T. Cloete
Theunis Theodorus Cloete (Vredefort, 31 mei 1924 – Potchefstroom 29 juli 2015) was een Zuid-Afrikaanse dichter, vertaler en wetenschapper.

## Biografie
Theunis Theodorus Cloete is op 31 mei 1924 in Vredefort in de toenmalige Oranje Vrijstaat geboren. Hij doorloopt de lagere school te Vredefort en de middelbare school te Krugersdorp, alvorens in 1941 een studie aan de Universiteit van Pretoria te beginnen. Een ernstige ziekte (polio) maakt dat hij zijn studie moet onderbreken. Pas in 1945 vervolgt hij zijn studie, aan de Potchefstroomse Universiteit, waar hij in 1949 zijn Masters doet. In dat jaar werkt hij tijdelijk op het Departement Afrikaans-Nederlands aan dezelfde universiteit.
Eind 1949 gaat hij naar  Nederland voor verdere studie aan de (gemeentelijke) Universiteit van Amsterdam, waar hij in 1953 promoveert  onder NP van Wyk Louw, die daar van 1949 tot 1958 Zuid-Afrikaanse letterkunde, geschiedenis en cultuur  doceert. In zijn proefschrift analyseert hij twee gedichten:  Trekkerswee en Joernaal van Jorik, van resp. Totius en D.J. Opperman.
In 1953 wordt hij docent Afrikaans-Nederlands aan die Potchefstroomse Universiteit en in 1962 hoogleraar. In 1963 is hij voor studie in Amsterdam en Oxford. Vervolgens wordt hij in 1965 hoogleraar aan de Universiteit van Port  Elizabeth waar hij van 1967 tot 1970 rector is. In januari 1970 keer Cloete terug naar het departement Afrikaans-Nederlands en Algemene Taal- en Literatuurwetenschappen van de Potchefstroomse Universiteit, waar hij in 1983 om gezondheidsredenen aftreedt.  
Cloete was getrouwd met Anna van Zyl, die op 2 mei 2007 overleed. Hij had vijf kinderen en zes kleinkinderen. T.T. Cloete overleed op 91-jarige leeftijd overleden in het Mooimed-ziekenhuis in Potchefstroom. 

## De dichter
Hoewel hij al op jonge leeftijd is begonnen met gedichten schrijven debuteert hij pas in 1980, op 56-jarige leeftijd. 
Hij schrijft veel wetenschappelijke artikelen en enkele monografieën.  Ook vertaalt hij verhalen en gedichten uit het Frans, o.a. E. Labiche, Meneer Perrichon gaan op reis: blyspel in vier bedrywe (1962.)
In 1990 wordt  Cloete door de NG Kerk gevraagd  om 150 psalmen om te dichten. Deze zijn vervolgens opgenomen in het nieuwe  Liedboek van de Kerk, dat in 2001 verschijnt. 
Ook in 2001 verschijnt een bundel met zijn gedichten,  Die baie ryk ure: 100 uitgesoekte gedigte, samengesteld door Heilna du Plooy en Joan Hambidge. 
Al eerder verscheen, in 1984, In teen die groot vergeet : 'n bundel opstelle opgedra aan T.T. Cloete by geleentheid van sy sestigste verjaarsdag op 31 Mei 1984, samengesteld door Hein Viljoen.
Op zijn toneelstuk na zijn al zijn boeken bij Tafelberg Uitgewers verschenen.
Cloete heeft zelf ook verzamelbundels samengesteld uit werk van andere schrijvers en dichters.
- 1961 Van Hooft tot Luyken:  bloemlesing. Samen met G. Dekker.
- 1961-1963 Uit die skat van die Nederlandse liriek: bloemlesing . Samen met G. Dekker. Drie delen. een vierde deel verscheen in 1977
- 1963 Van Hendrik van Veldeke tot Spieghel (Ned. publicatie).
- 1966-1994 Vyfling: ’n bundel eenbedrywe van Hertzogpryswenners
- 1966 Faune: ’n bloemlesing oor die dier in die Afrikaanse poësie.
- 1973 Poort, 1972: ’n Keur uit die werk van hoërskoolleerlinge. Samen P.D. van der Walt en L. Dekker.
- 1974 Skrywers in beeld: N.P. van Wyk Louw
- 1976 Totius: Vyftig gedigte, ’n keur.
- 1979 Lens 78/79 [Poësie].  Samen met Rudolph Willemse.
- 2002 Dit kom van ver af: ’n storieverskeidenheid

### Poëzie
- 1980 Angelliera
- 1982 Jukstaposisie
- 1985 Allotroop
- 1986 Idiolek
- 1989 Driepas
- 1992 Met die aarde praat
- 1998 Uit die hoek van my oog
- 2007 Heilige nuuskierigheid
- 2010 Uit die wit lig van my land gesny. Vir Anna
- 2011 Onversadig

### Korte verhalen
- 1984 Die waarheid gelieg
- 1997 Identikit

### Toneel
- 1986 Onderhoud met ’n bobbejaan

### Wetenschappelijke publicaties
- 1953 Trekkerswee en Joernaal van Jorik : twee gedigte met historiese materiaal uit twee fases van die Afrikaanse letterkunde
- 1957 Beskouings oor poësie: ’n bundel opgedra aan prof. G. Dekker op sy sestigste verjaardag 11 November 1957 (met anderen)
- 1961 Die wêreld is ons woning nie: ’n studie van die poësie van Totius met tekste
- 1963 Totius
- 1963 Op die woord af: opstelle oor die poësie van N.P. van Wyk Louw
- 1963 Eugène N. Marais
- 1966 Gids by D.J. Opperman se Senior Verseboek
- 1970 Twee idilles: Martjie en Trekkerswee (Blokboek)
- 1970 Tetralogie van F.A. Venter
- 1970 Kaneel: Opstelle oor die letterkunde
- 1972 Sensuur: prinsipieel en prakties besien
- 1974 Joernaal van Jorik (Blokboek)
- 1974 N.P. van Wyk Louw, 11 Junie 1906-18 Junie 1970
- 1978 Totius se organiese beskouing  (Langenhovengedenklesing)
- 1980 Die Afrikaanse literatuur sedert sestig
- 1980 Van Wyk Louw se fundamenteel dramatiese instelling (NP van Wyk Louw-gedenklesing)
- 1982 Die verhouding tussen die skrywer en sy volk
- 1982 Hoe om ’n gedig te ontleed (Blokboek)
- 1984 Wat is literatuur?
- 1993 Die literatuur en sy verband met die tyd
- 2004 Van Leopold Tot Achterberg

## Bekroningen
- 1980 Ingrid Jonker Poetry Prize (Angelliera)
- 1981 WA Hofmeyr Poetry Prize (Angelliera)
- 1983 Louis Luyt Prize (Jukstaposisie)
- 1985 CNA Prize (Allotroop)
- 1986 WA Hofmeyr Prize (Allotroop)
- 1987 Hertzog Poetry Prize (Allotroop and Idiolek)
- 1990 WA Hofmeyr Prize (Driepas)
- 1990 WA Hofmeyr-prys, (Heilige nuuskierigheid)
- 1992 Rapport Prize (Met die aarde praat)
- 1993 Rapportryers-prize for poetry (Met die aarde praat)
- 1993 Hertzog Poetry Prize (Met die aarde praat)
- 2002 Andrew Murray Prize (voor het omdichten van psalmen)

- Bibliothèque nationale de France: cb16517082x (data)
- Digitale Bibliotheek voor de Nederlandse Letteren: cloe003
- Gemeinsame Normdatei: 172022746
- International Standard Name Identifier: 0000 0001 2017 4364
- Library of Congress Control Number: n81063376
- Nederlandse Thesaurus van Auteursnamen: 071740791
- Système universitaire de documentation: 079405460
- Virtual International Authority File: 23462612
- WorldCat: E39PBJwMDQB3PRfcKGKTdkpgKd